# Museo Mineralógico de la Universidad de Atacama
El Museo Mineralógico de la Universidad de Atacama es una institución líder en su campo, reconocida nacional e internacionalmente por la excepcional calidad de sus ejemplares. Corresponde al museo más completo del país en mineralogía y uno de los cinco mejores del mundo, según expertos y catalogaciones especializadas. 
Su función es promover las ciencias de la mineralogía, petrología y metalogénesis a un público interesado en ampliar sus conocimientos y disfrutar la belleza única de las muestras. 

## Historia

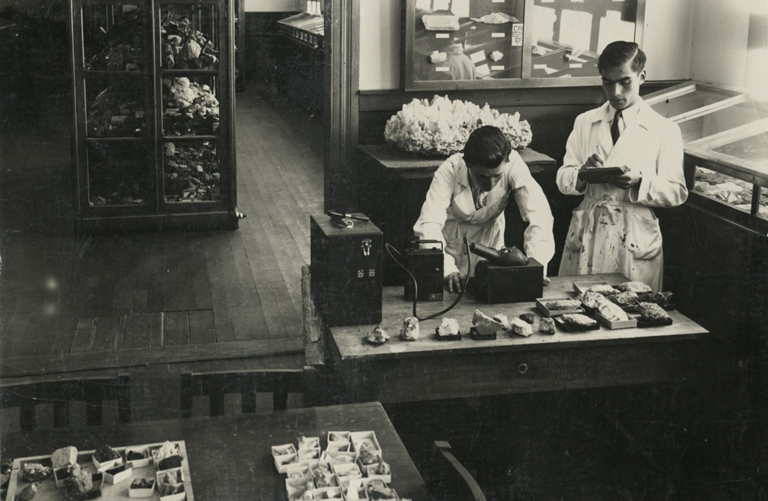
Laboratorio de Mineralogía en la antigua Escuela de Minas. Detrás se observa un ejemplar de yeso que aún es exhibido en el Museo Mineralógico UDA.

En el siglo XIX, la minería argentífera de Atacama experimentó un auge sin precedentes. Para preservar y estudiar los ejemplares de los yacimientos locales, especialmente el icónico "Mineral de Plata de Chañarcillo", el Gremio de Minería fundó el "Museo Mineral" el 8 de junio de 1846.
Desde 1980 se encuentra ubicado en el actual edificio de la calle Colipí #587 en Copiapó,  y su inauguración se hizo el 7 de diciembre como un homenaje a la ciudad que está de aniversario el día 8 de ese mismo mes.

Diversas instituciones han administrado y enriquecido esta valiosa colección: Gremio de Minería (1846), Liceo de Hombres de Copiapó, Escuela de Minas de Copiapó (1857), Universidad Técnica del Estado (1947), Universidad de Atacama (1981). Hoy, el Departamento de Geología de la  Universidad de Atacama asegura la  continuidad de este patrimonio geológico,  promoviendo su valor científico y cultural  para las generaciones futuras.

## Colección

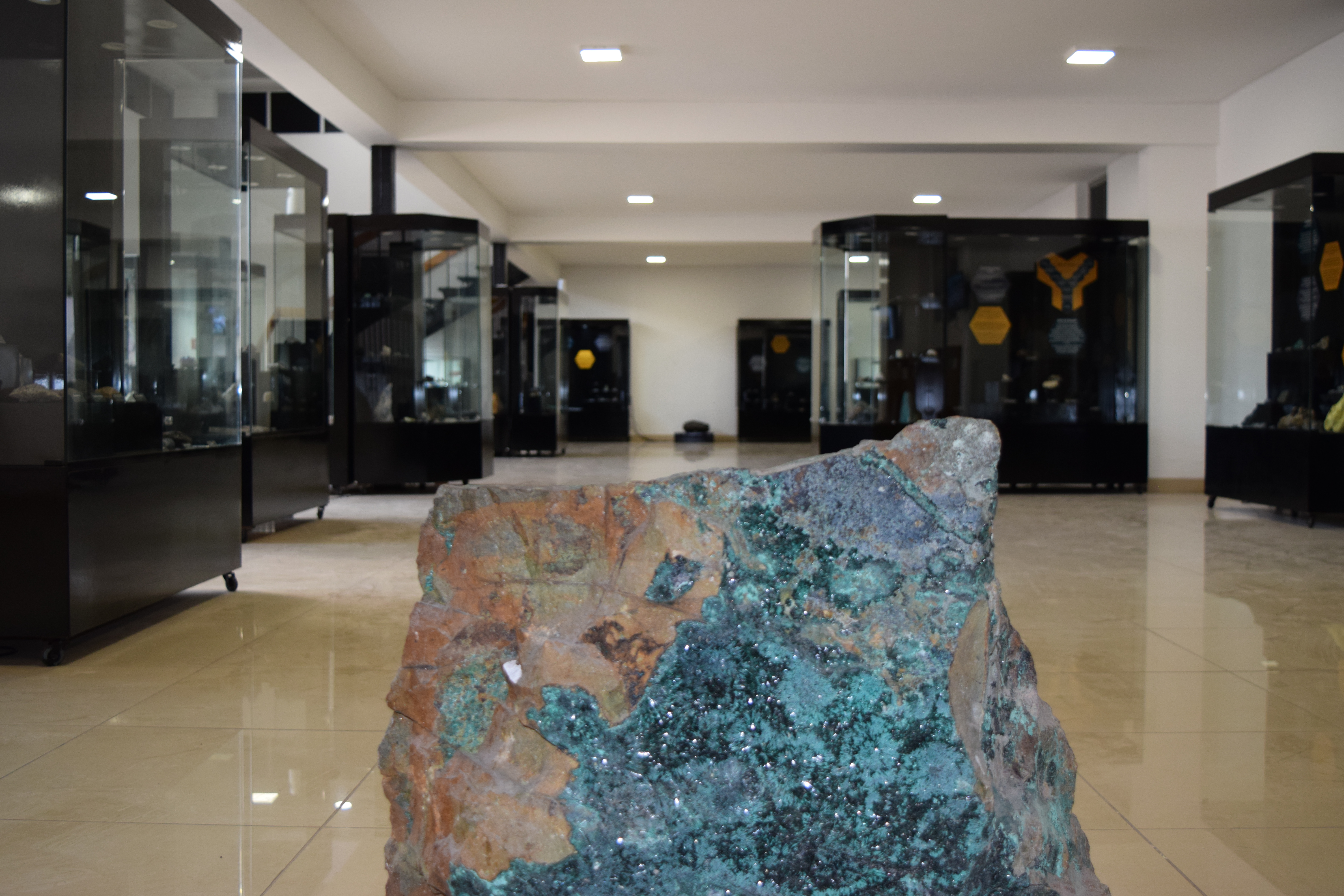
Primer piso de la exhibición principal del Museo Mineralógico UDA.

A lo largo de los años, la colección ha crecido hasta alcanzar más de 8.000 ejemplares. Este crecimiento se debe en gran medida a la generosidad de instituciones y visitantes que han donado especímenes de alto valor geopatrimonial. La colección está  distribuida en:
-Sala de exhibición principal Colipí #587, esquina Rodríguez, Copiapó.
-Ex Rectoría, Universidad de Atacama, Copiapó.
-Centro Cultural Atacama, Caldera.
La sala de exhibición principal del Museo Mineralógico tiene más de 600 piezas seleccionadas que revelan la diversidad mineralógica de nuestro planeta. Su enfoque didáctico hace que sea ideal para todos, desde niños curiosos hasta especialistas en la materia, preservando un valioso legado minero y patrimonial.
Una de sus mayores atracciones es el Rosicler de plata, un mineral de intenso color rojo efímero que se transforma drásticamente al entrar en contacto con la luz, perdiendo su brillo y oscureciéndose. Debido a esta propiedad fotosensible, las muestras se conservan ocultas en absoluta oscuridad. No obstante, un ejemplar del yacimiento Chañarcillo de Copiapó, ahora opaco, es una excepción que se puede apreciar en la exhibición principal. Los bellos ejemplares encontrados en este emblemático yacimiento, le otorgan una significativa importancia patrimonial.